# Frederic H. Balfour
Frederic Henry Balfour (? – 1908) brit író, műfordító, sinológus.

## Élete, munkássága
Frederic H. Balfour az 1850-ben alapított Sanghajban megjelenő angol nyelvű North-China Herald (Pej-hua csie-pao 北華捷報) napilap szerkesztője volt. Életéről meglehetősen kevés információ maradt fenn, pontos életrajzi adatai sem ismertek. Munkája miatt huzamosabb időt töltött Sanghajban, ahol kínaiul is megtanult. Szépírói munkássága mellett kiemelkedők kínaiból fordított művei. Olyan jelentős klasszikus kínai művek, szépirodalmi értékű angol tolmácsolója, mint például az Út és erény könyve vagy a Csuang-ce. Kínai fordításai 1884-ben a Taoist Texts: Ethical, Political and Speculative című kötetében jelentek meg.

## Fontosabb művei

### Esszéi
- Preaching The Gospel (1872)
- Sermons Never Preached (1879)
- The Principle of Nature (1880)

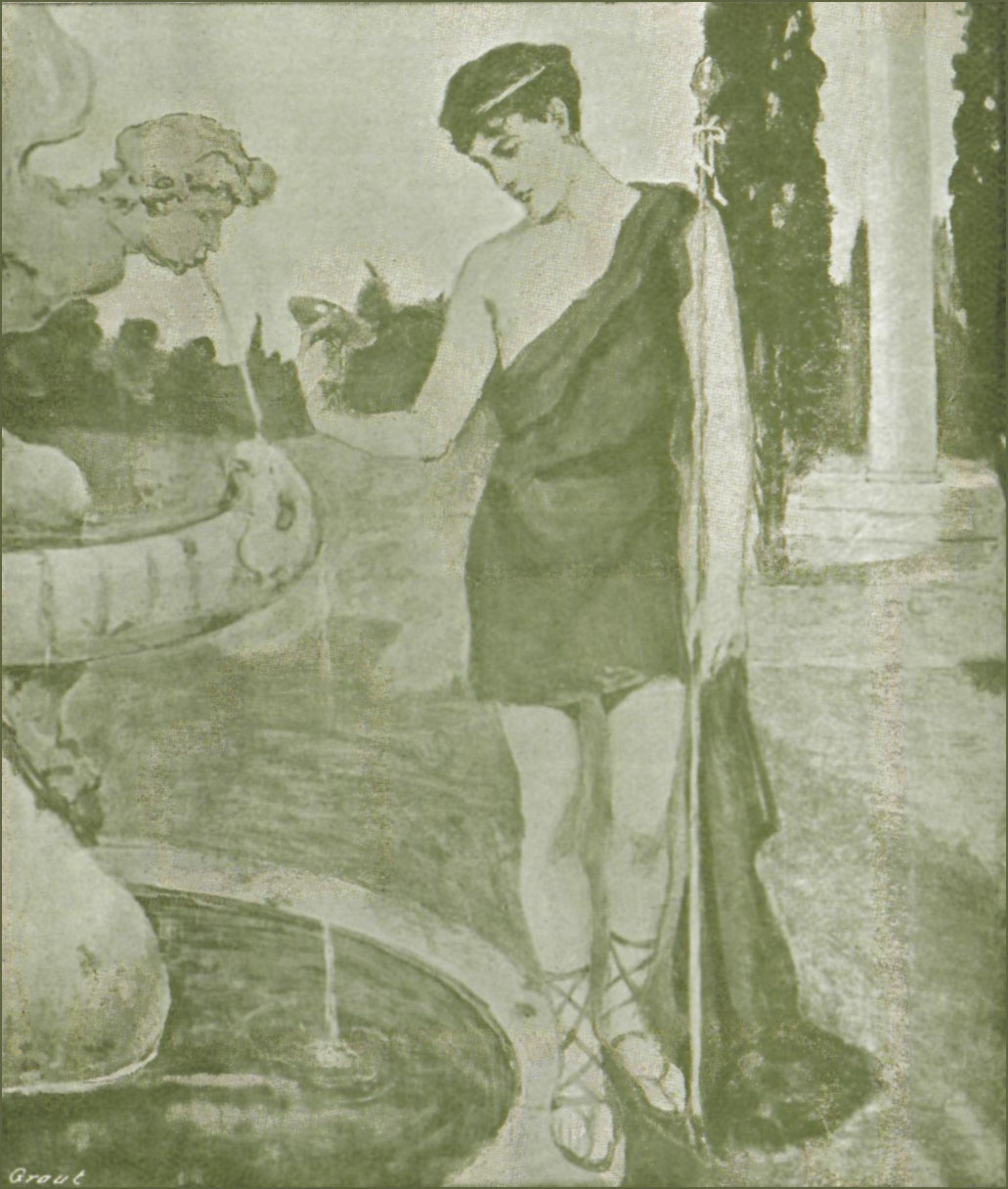
Az 1906-bam megjelent Austin And His Friends című regényének borítója

- The Song Of Songs (Which Is Solomon?) (1893)
- Cherryfield Hall (1895)
- Unthinkables (1897)
- The Higher Agnosticism (1897)
- Religious Systems of the World (1901)
- The Relation of Spiritualism to Orthodoxy (1905)
- A Curious Physical Phenomenon (1906)
- A Patagonia Mage (1907)

### Regényei
- The Expiation of Eugene (1904)
- Austin And His Friends (1906)
- Giraldi (1889)
- The Virgin's Vengeance (1889)
- The Undergraduate (1891)
- Dr. Mirabel's Theory (1893)

### Fordításai
- Waifs & Strays from the Far East (1876)
- The Divine Classic of Nan-hua: Being the Works of Chuang Tsze, Taoist Philosopher (1881)
- Balfour, Frederic Henry. Idiomatic Dialogues in the Peking Colloquial for the Use of Students. Shanghai: North-China Herald (1883)
- Taoist Texts: Ethical, Political and Speculative (1884)
- Leaves from my Chinese Scrapbook (1887)